# مورا (برشلونة)
بلدية مورا (بالكاتالانية: Mura) هي إحدى بلديات مقاطعة برشلونة، والتي تقع في منطقة كاتالونيا، شرق إسبانيا.
يبلغ عدد سكانها 232 نسمة وفقاً لإحصائية سنة (2007).